# Alcatel-Lucent Enterprise
Ne doit pas être confondu avec Alcatel-Lucent International ou Alcatel Mobile.
ALE International (nom commercial : Alcatel-Lucent Enterprise) est une société française dont le siège social se situe à Colombes (Hauts-de-Seine). Elle fournit des équipements et services de télécommunications aux entreprises, FAI et fournisseurs de données. Ancienne branche entreprise d'Alcatel-Lucent, elle est cédée en 2014 au fonds China Huaxin.

## Histoire

### Origines
L'entreprise tire ses origines de la société française de télécommunications Alcatel (acronyme d'Alsacienne de constructions atomiques, de télécommunications et d'électronique), formée à la suite d'une série de fusions et d'acquisitions par la Compagnie générale d'électricité (CGE) à la fin des années 1960. Toutefois, les prédécesseurs de la société sont impliqués dans l'industrie des télécommunications depuis la fin du XIXe siècle.

### Alcatel-Lucent Enterprise
En 2006, Alcatel-Lucent naît de la fusion d'Alcatel et de la société américaine Lucent Technologies, cette dernière étant le successeur de Western Electric Company et des Laboratoires Bell.
Alcatel-Lucent Enterprise (ALE) est la branche Télécommunications d'entreprise du groupe.

### Filiale de China Huaxin Post and Telecom Technologies
En octobre 2014, Alcatel-Lucent cède sa branche Enterprise au groupe China Huaxin Post and Telecom Technologies pour 202 millions d'euros, et conserve initialement une participation minoritaire de 15 %,.

## L'entreprise
Alcatel-Lucent Enterprise est une société par actions simplifiées sise au 32, avenue Kléber à Colombes (France). L'entreprise fournit des infrastructures de réseau, de télécommunications et de cloud pour les entreprises du monde entier. Elle exerce ses activités au travers de trois grandes divisions : réseaux centraux, accès et autres.
Alcatel-Lucent Enterprise société de droit français (propriété d’une société chinoise) n'est pas pas soumise au CLOUD Act ni au Foreign Intelligence Surveillance Act(FISA) américains, ni aux lois chinoises. Ses solutions d'Informatique en nuage sont hébergées chez OVHcloud société française.

### Produits et services
L'entreprise développe des logiciels d'infrastructure pour les réseaux d'accès, les centres de données, les réseaux sans fil, la voix sur IP, les communications unifiées, les centres de contact, et les clouds, entre autres,. 

### Marque
Alcatel-Lucent Enterprise continue d'utiliser le nom de marque Alcatel-Lucent, désormais sous licence de Nokia, qui a racheté Alcatel-Lucent en 2016.

### Bureaux
Le siège social d'Alcatel-Lucent Enterprise est situé à Colombes (France), en périphérie de la capitale française. Par ailleurs, Alcatel-Lucent Enterprise compte des employés et des bureaux dans plus de 46 pays à travers le monde.

### Implantation en France
En 2022, Alcatel-Lucent Enterprise implante un campus de recherche et développement à Illkirch. Il emploie sur ce site 400 salariés parmi le millier d’emplois qu’il compte en France.
En 2023, Alcatel-Lucent Enterprise relocalise en France la production de ses centraux téléphoniques d’entreprise (PABX). Leur assemblage sera désormais assuré par Cofidur, un prestataire de sous-traitance électronique basé à Laval.

### Marchés
En 2019, ALE est le premier fournisseur à commercialiser un point d'accès extérieur certifié Wi-Fi 6,. En avril 2021, elle lance deux nouveaux points d'accès certifiés Wi-Fi 6 pour une bande passante et une connectivité plus élevées. 
En mai 2021, la société présente une solution Rainbow Classroom, une salle de classe virtuelle basée sur le cloud pour l'apprentissage en groupe à distance,.
En 2023, la France est le premier marché d’Alcatel-Lucent Enterprise où il détient 43 % de parts de marché devançant le canadien Mitel.
En mars 2025, l'entreprise propose la fourniture de réseaux 5G privés de technologie Celona pour des environnements industriels tels que les usines, les rafinneries, les entrepôts logistiques, les zones portuaires et les aires de trafic d’aéroports. Ces réseaux permettent une couverture sans fil et sécurisé sur de grandes zones pour des  applications métiers en temps réels.

### Direction
Depuis mars 2019, Nicolas Brunel exerce la fonction de président d'Alcatel-Lucent Entreprise.